# Rindo à Toa (canção de Perlla)
Rindo à Toa é o 1.º single do álbum da cantora carioca Perlla ainda a ser lançado. Foi liberado para as rádios em maio de 2010 e o videoclipe lançado em julho de 2010.

## Sobre a Canção
A música de trabalho de Perlla é “Rindo à Toa”. A música começou a tocar nas rádios de todo Brasil em maio.
Composta por Natan Barros, Eddy Flash e Denis Goursand, a canção é uma balada pop com elementos de R&B, que fala sobre "sair de um relacionamento ruim, onde houve sofrimento e desilusão e ficar feliz por terminar este relacionamento".

## Videoclipe
No dia 28 de maio, Perlla fechou contrato com a produtora de videoclipes do ator Rafael Almeida e gravou o videoclipe na segunda quinzena de junho. O videoclipe teve estreia no dia 21 de julho de 2010, na página oficial da Perlla no YouTube.
O cenário do clipe teve fundo branco, bastante luz e um figurino preto. Uma das coisas que Perlla pediu foi a presença de seus bailarinos, que estão sempre em suas apresentações.